# Fiat Ritmo
De Fiat Ritmo is een hatchback van de Italiaanse autofabrikant FIAT. De Ritmo is een compacte familiewagen die in 1978 werd gepresenteerd op de autobeurs van Turijn. Het vernieuwende ontwerp was van Sergio Sartorelli, werkzaam bij de ontwikkelingsafdeling van het Centro Stile Fiat. Het model werd in het Verenigd Koninkrijk, Ierland, de Verenigde Staten en Canada geleverd als Fiat Strada.
In 1979 begon de productie in Spanje als Seat Ritmo. Wegens een juridische procedure van Fiat over de licentierechten, ging Seat vanaf juni 1983 verder met een zelf doorontwikkelde/gewijzigde versie, de Seat Ronda. Tussen juni 1978 en juni 1988 werden in totaal 1.790.000 Ritmo's geproduceerd. Fiat liet de Ritmo opvolgen door de Fiat Tipo.

## Ontwikkeling

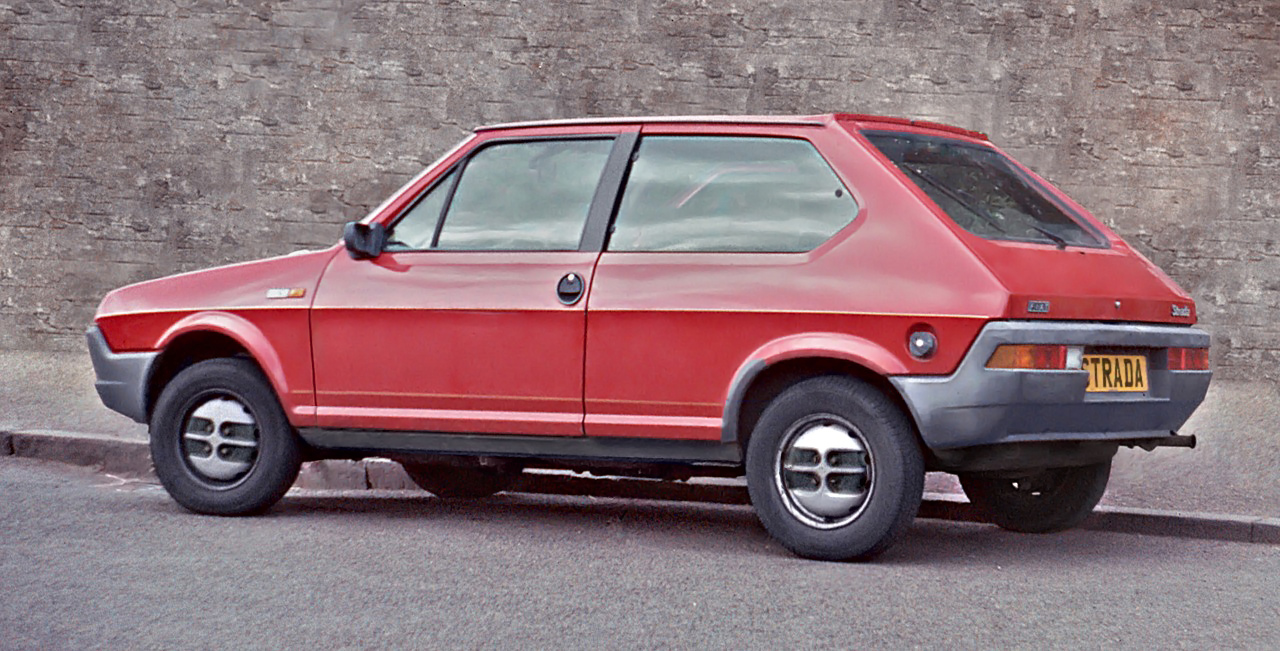
Fiat Ritmo/Strada serie 1

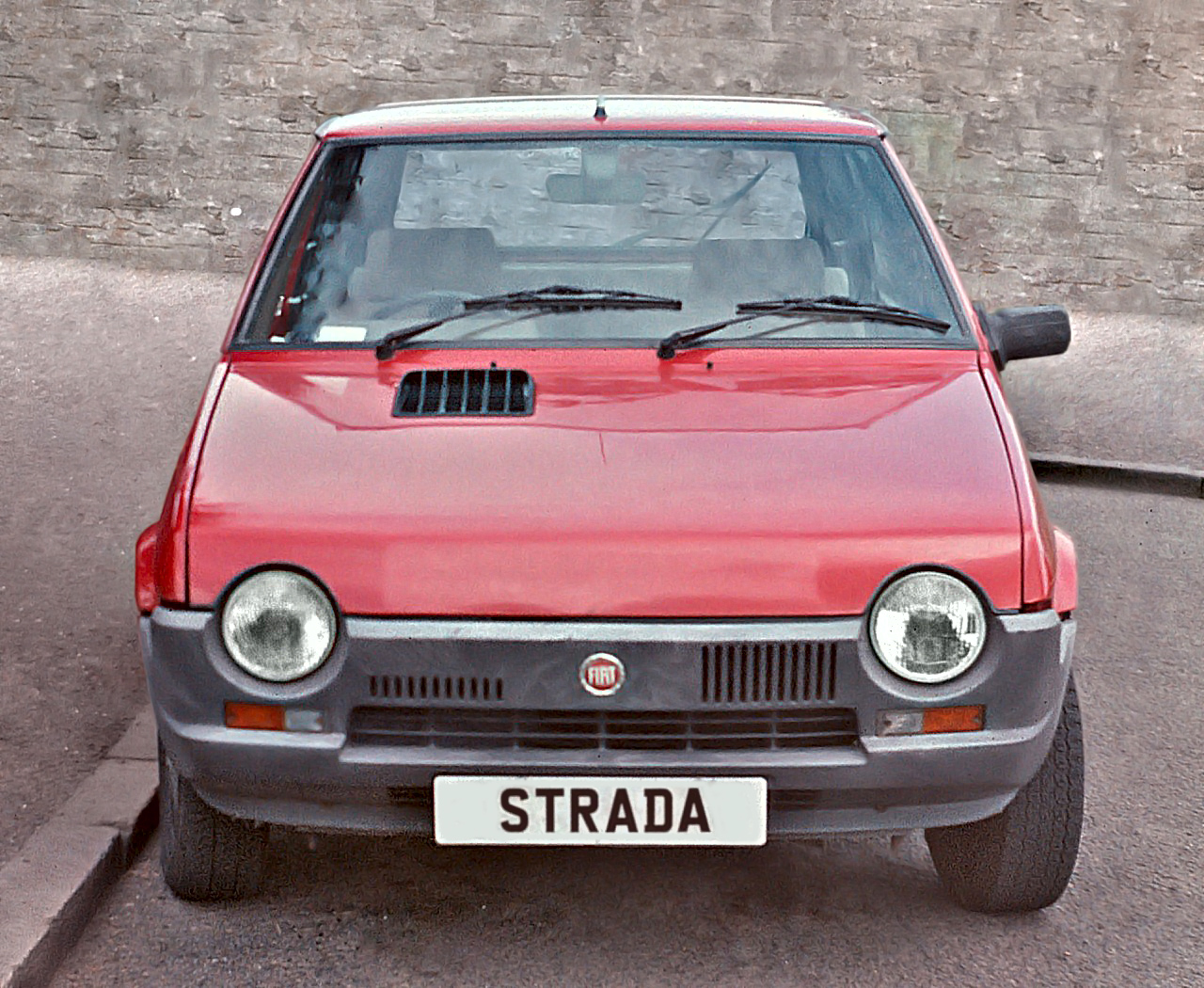
Fiat Ritmo/Strada serie 1

In 1972 begon Fiat te werken aan de opvolger van de sedan Fiat 128, die een hatchback zou moeten worden. In deze jaren was de hatchback nog relatief onbekend, al had Fiat deze carrosserievorm wel al toegepast in de kleinere Fiat 127. In de komende jaren zouden concurrenten ook steeds meer met de hatchback gaan werken, zoals blijkt uit de introductie van de Volkswagen Golf in 1974.
Voorafgaand aan de introductie werd er in de pers gespeculeerd dat de nieuwe auto de naam zou gaan krijgen die het project intern had: 138. Echter net als de Fiat Mirafiori zou ook deze auto een naam krijgen. De naam 'Ritmo' betekent in het Italiaans 'ritme'. De naam 'Strada' die gevoerd werd in de meeste Engelstalige landen zoals het Verenigd Koninkrijk, de Verenigde Staten en Canada is het Italiaanse woord voor 'straat'.
De Ritmo was technisch gezien gebaseerd op zijn voorganger, de 128. De grootste innovatie was dan ook de manier waarop de Ritmo zou worden gebouwd in de fabriek in Cassino. Fiat had met dochteronderneming Comau het 'Robogate-systeem' ontwikkeld die de hele assemblage en het laswerk van de carrosserie automatiseerde. Een slogan die dan ook werd gebruikt door Fiat was 'handbuilt by robots' (handgemaakt door robots).
De Ritmo had een vernieuwend ontwerp. Zo waren de grote kunststof bumpers onderdeel van de carrosserie, wat nu bij alle auto's standaard is. Deze plastic bumpers kunnen kleine botsingen zonder schade absorberen, in tegenstelling tot de toen veelgebruikte metalen bumpers. De koplampen en achterlichten waren in de bumper opgenomen en er was een combinatie van ronde vormen en scherpe lijnen. Het aerodynamische design resulteerde in een voor die tijd uitstekende Cw-waarde van 0,38.

## Eerste serie (1978)
Bij de introductie bestond het motorenaanbod uit viercilinder benzinemotoren van 1.1-liter met 60pk, 1.3 liter met 65 pk en een 1.5 liter met 75 pk. De Ritmo had onafhankelijke wielophanging rondom, schijfremmen voor en trommelremmen achter. De leverbare versnellingsbakken waren een standaard handgeschakelde vierversnellingsbak (vijfversnellingsbak leverbaar op CL-modellen) en een van Volkswagen afkomstige drietraps automaat.
Op de Autosalon van Genève in 1980 werd een dieselversie geïntroduceerd, de 'Ritmo D'. Om deze aanzienlijk zwaardere dieselmotor te kunnen huisvesten werd de ophanging aangepast. Echter met 65,5% van het totaalgewicht aan de voorkant, was de wegligging en het remmen aanzienlijk minder dan bij de modellen met benzinemotor.

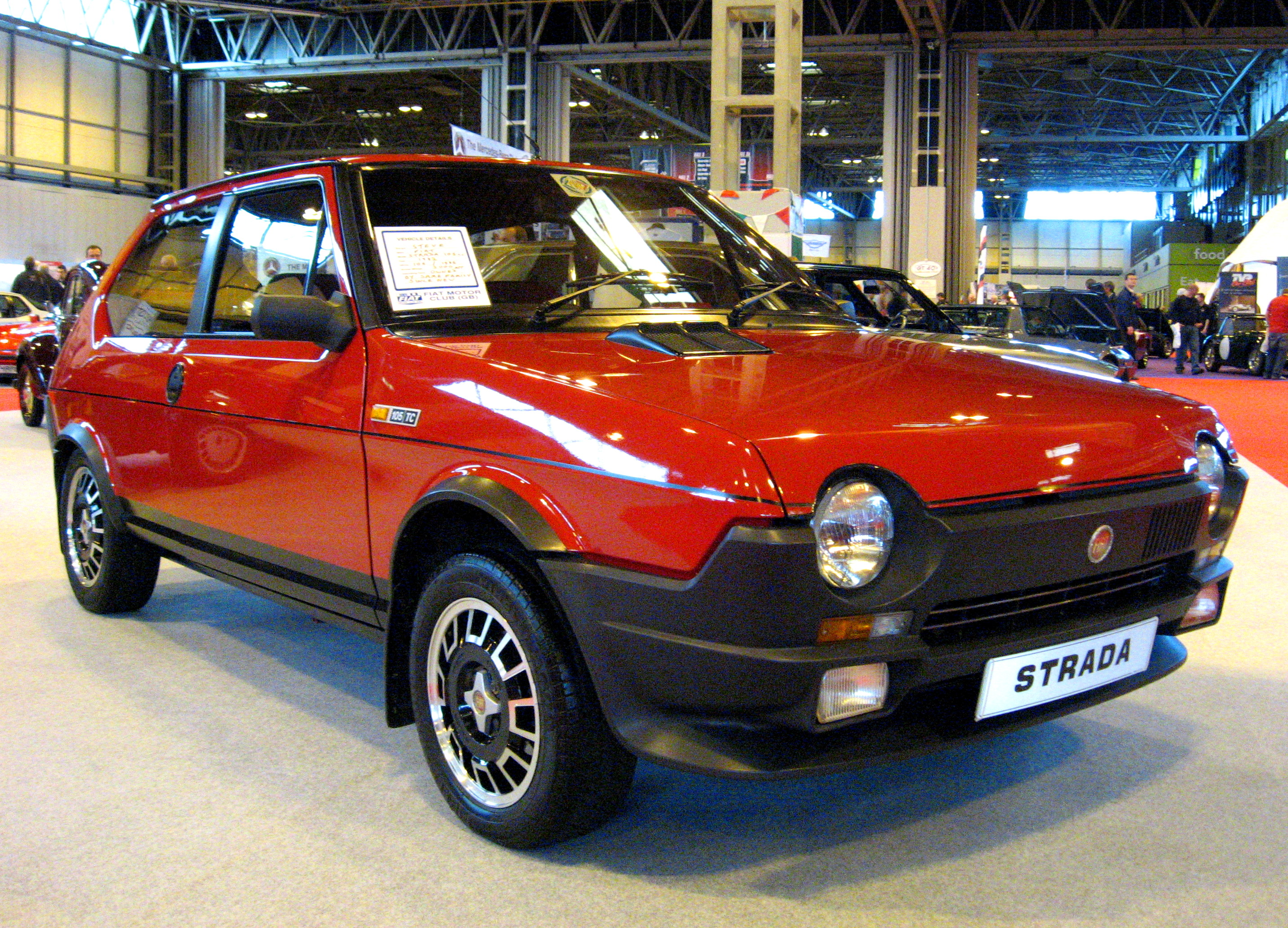
Fiat Strada 105TC

In mei 1981 werd de eerste sportieve versie, de Ritmo 105 TC, uitgebracht. De 105 TC was er alleen als driedeurs en werd aangedreven door een 105 pk sterke Fiat dohc-motor van 1585 cc die ook geleverd werd in de Fiat 131 en 132. Deze auto had dezelfde 14 inch wielen als de 'Ritmo Super' maar met zwarte wieldeksels. Ten opzichte van de normale modellen had de 105 TC ook in de bumper geïntegreerde mistlampen, een voorspoiler, uitgebouwde wielkasten en een achterspoiler op het kofferdeksel. In hetzelfde jaar introduceerde Fiat ook de Ritmo Cabrio.
In september 1981 werd de 'Ritmo Abarth 125 TC' getoond op de Internationale Automobilausstellung te Frankfurt. Dit was een aangepaste versie van de Ritmo 105 TC met een 1.995 cc, 125 pk dohc-motor, geventileerde schijfremmen, een nieuwe ZF vijfversnellingsbak en versterkte componenten. Uiterlijk verschilde de Abarth-versie niet veel van de 105 TC afgezien van andere wielen en Abarth-logo's. De 125 TC had een topsnelheid van 190 kilometer per uur en een acceleratie van 0 tot 100 kilometer per uur in 8,7 seconden. Dit waren de laatste auto's die door Abarth zelf gemaakt werden voor de verkoop van het bedrijf aan Fiat.

## Tweede serie (1982)

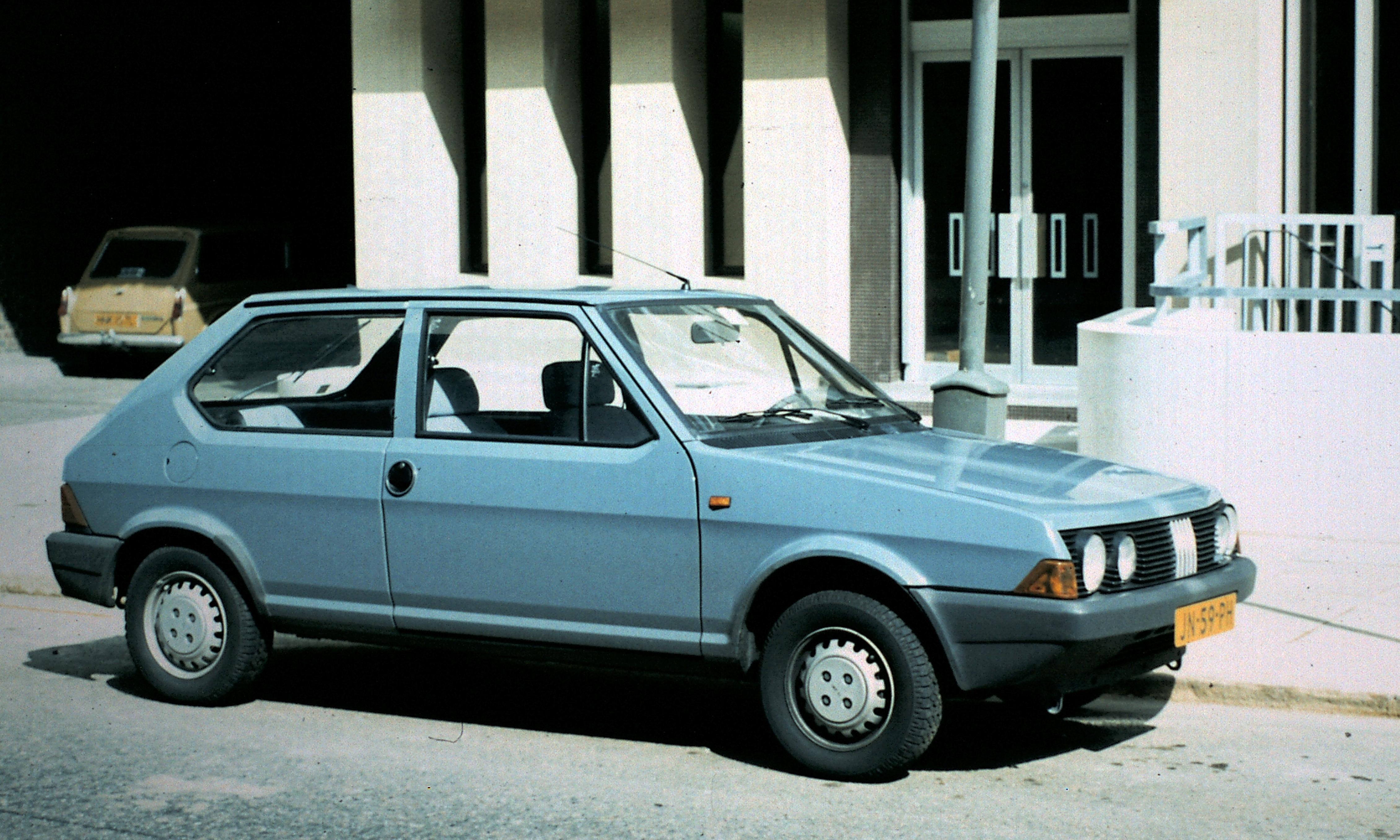
Ritmo 3-deurs van de 2e serie

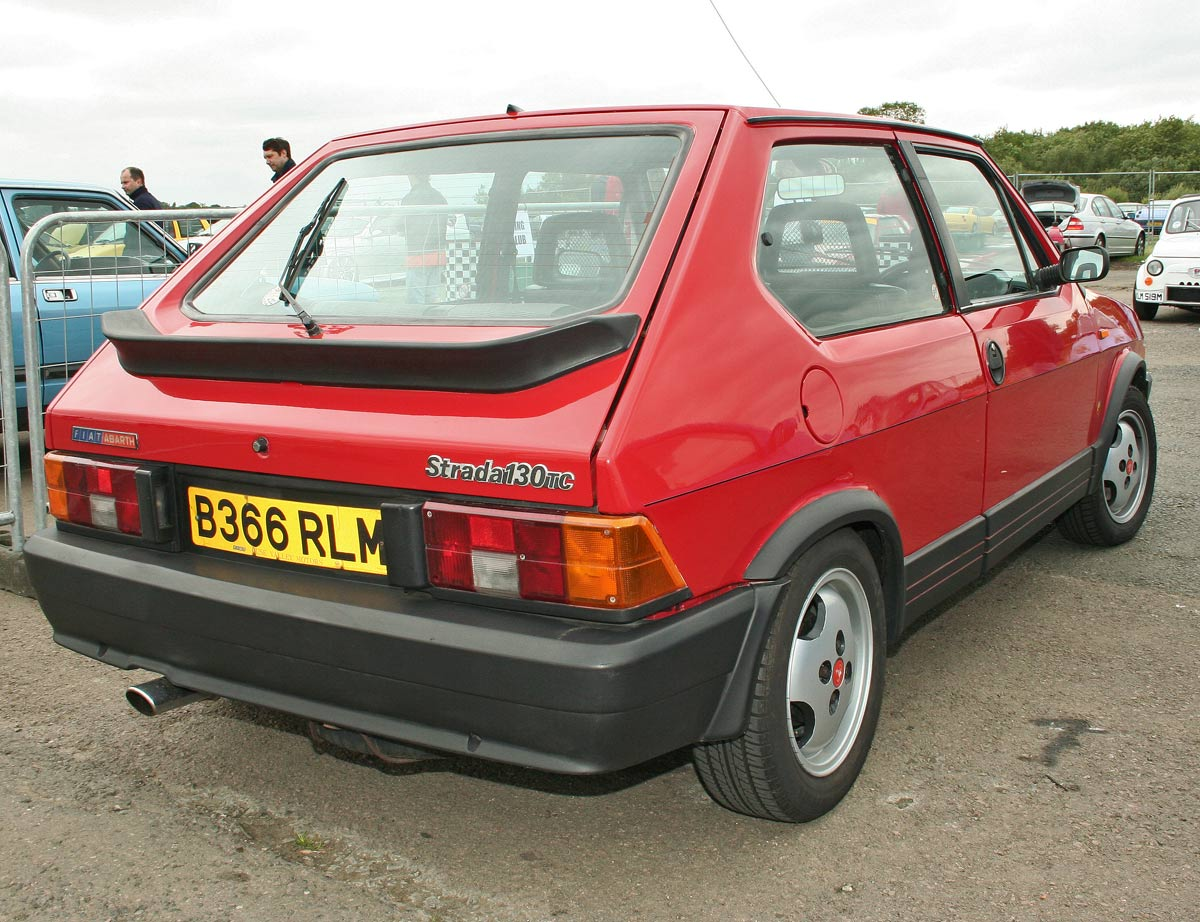
Ritmo Strada Abarth 130 TC

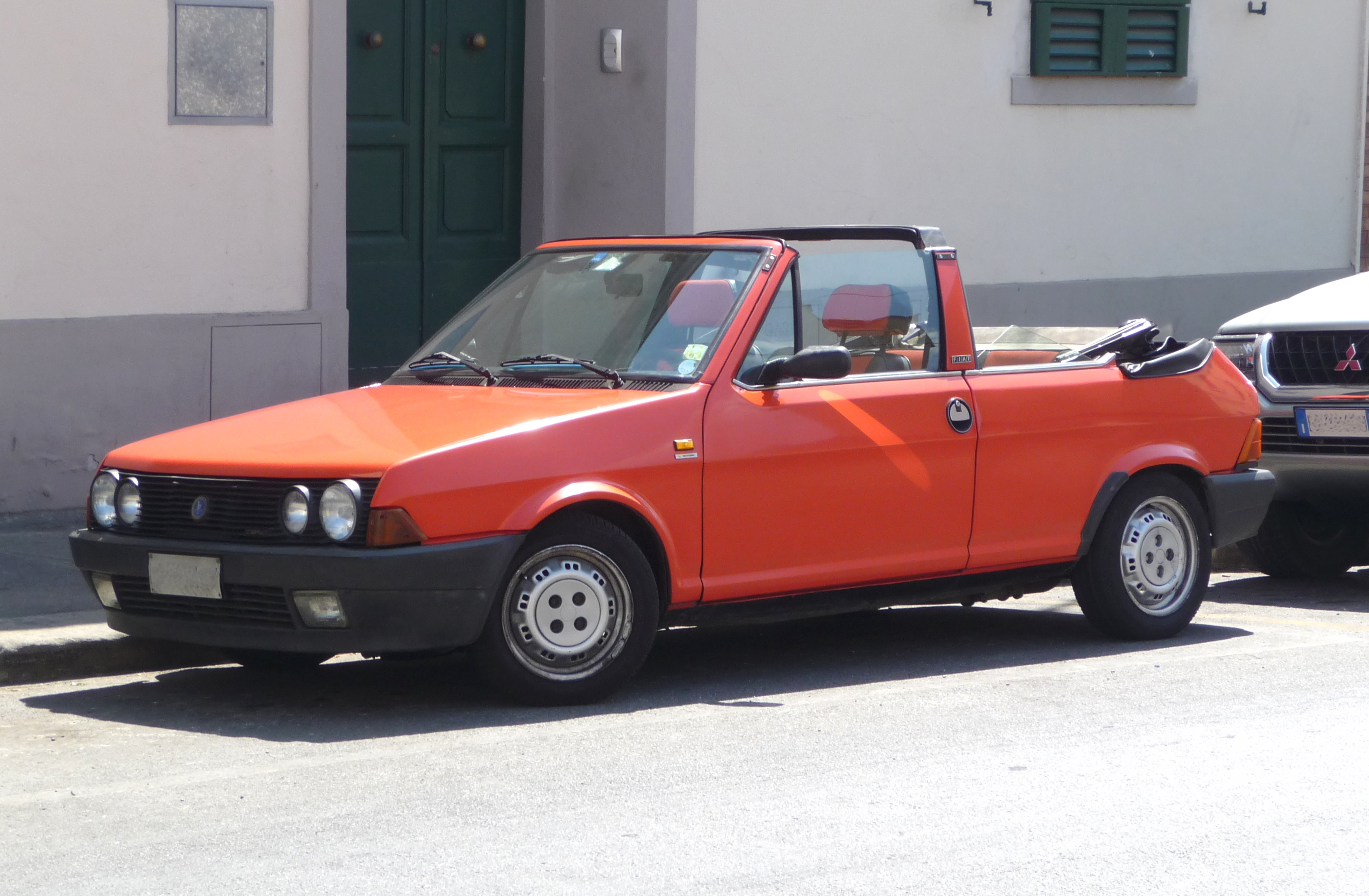
Fiat/Bertone Ritmo Cabrio 2e serie

In oktober 1982 werd de Ritmo technisch herzien en herontworpen om de concurrentiepositie ten opzichte van rivalen als de Ford Escort Mk3 en de eerste voorwielaangedreven Opel Kadett te verbeteren.
Het chassis werd 70 kilo lichter, de ophanging werd aangepast en het reservewiel verhuisde van de motorruimte naar de kofferbak. Door de facelift kreeg de Ritmo een traditioneler uiterlijk. Zo werden de koplampen boven de bumper geplaatst in plaats van er onderdeel van uit te maken. Ook de achterlichten werden boven de bumper geplaatst. Tevens hadden alle Fiats nu het nieuwe logo met vijf strepen in de grille. De basismodellen hadden één koplamp en alle andere, dubbele. De luchtinlaat op de motorkap verdween. De 105 TC kreeg een nieuw interieur, vergelijkbaar met de eerdere Ritmo Super en de achterspoiler kreeg een andere plaats. De versie die in de Verenigde Staten werd geleverd werd niet veranderd maar in 1982 stopte Fiat daar met de Ritmo.
In 1983 werd de modellijn gecompleteerd met de 'Ritmo ES' ('energy saving') en de snelle 'Ritmo Abarth 130 TC'. De laatste was gebaseerd op de 125 TC maar werd aangedreven door een benzinemotor van 1.995 cc van 130 pk. Dit werd bereikt door de enkele Weber carburateur te vervangen door twee dubbele Solex of Weber carburateurs en een andere kleppen en nokkenas afstelling. De 130 TC had een topsnelheid van 195 kilometer per uur, bereikte in 7,8 seconden de 100 km per uur en was de enige 'hot hatch' in de jaren '80 die nog niet voorzien was van brandstofinjectie. De krachtige dohc-motor was gekoppeld aan een close ratio-versnellingsbak van ZF en had betere prestaties dan rivalen als de Volkswagen Golf GTI, de Ford Escort XR3i en de Opel Kadett GSi.
In de lente van 1984 was er nog een kleine wijziging, die bestond uit een nieuwe indeling in uitrustingsniveaus. Alle Ritmo's behalve de driedeurs 'L' versie hadden nu vijf deuren en een vijfversnellingsbak. De topversie 85 Super werd in Italië van de markt gehaald. Nieuw was de 1.1-liter 60 Super.

## Derde serie (1985)

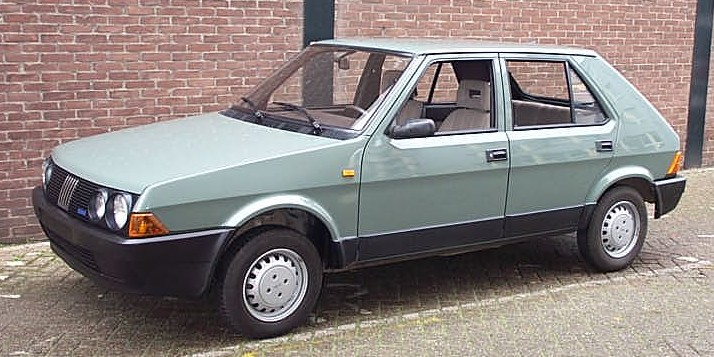
Fiat Ritmo 3e serie 1987

In 1985 werd een kleine facelift doorgevoerd, met onder meer nieuwe rechthoekige deurhendels op de vijfdeursversies, zoals ook op de Fiat Regata die afgeleid was van de Ritmo. Andere aanpassingen waren nieuw ontworpen bumpers voor en achter en kunststof panelen op de deuren (ook weer overgenomen van de Regata). Het nummerbord verhuisde aan de achterkant naar de bumper en tussen de achterlichten werd een kunststof paneel opgenomen.
De 1.714 cc dieselmotor werd vervangen door een 1.697 cc exemplaar van 60 pk uit de Fiat Uno 60D. De driedeurs 105 TC werd vervangen door de vijfdeurs 'Ritmo 100 S'. De 130 TC Abarth kreeg nieuwe wielen en een vernieuwd interieur. In 1986 kwam er een versie met een 1.929 cc turbodiesel motor die de 'Ritmo Turbo DS' ging heten. Buiten Italië daalden de verkoopaantallen tegen deze tijd. Oorzaken waren de reputatie van de Ritmo als het ging om onbetrouwbaarheid en roest en de toenemende concurrentie van andere merken. Deze daling in populariteit werd gecompenseerd door het succes van de kleinere Fiat Uno.
Om de verkoopaantallen wat op te halen werden in 1986 twee 'limited editions' gepresenteerd: 
- de Ritmo Team (gebaseerd op een vijfdeurs CL) en
- de Ritmo Super Team (met centrale vergrendeling, elektrisch bedienbare ruiten en verstelbaar stuurwiel).

In juli 1988 eindigde de productie van de Ritmo na tien jaar. Als opvolger introduceerde Fiat de Tipo die qua stijl aansloot bij de succesvolle Fiat Uno.
Huidige modellen: 
124 Spider ·
500 ·
500e ·
500L ·
500X ·
600 ·
Aegea ·
Argo ·
Cronos · 
Doblò · 
Ducato ·
Fiorino ·
Fullback ·
Linea ·
Palio · 
Panda · 
Punto · 
Qubo ·
Scudo · 
Siena ·
Strada ·
Tipo · 
Ulysse
Historische modellen na de Tweede Wereldoorlog: 
124 · 
125 · 
126 · 
127 · 
128 · 
130 · 
131 · 
132 · 
133 · 
147 · 
148 · 
242 ·
500 ·
600 · 
600 Multipla · 
850 · 
1100 · 
1200 · 
1300/1500 · 
1400/1900 · 
1800/2100 · 
2300 · 
Albea ·
Argenta · 
Barchetta · 
Bianchina ·
Bravo · 
Brío · 
Campagnola · 
Cinquecento · 
Coupé · 
Croma · 
Dino · 
Duna · 
Elba ·
Fiorino ·
Freemont ·
Grande Punto ·
Idea ·
Marea · 
Marengo · 
Mod 5 · 
Multipla · 
Oggi · 
Panorama · 
Penny · 
Prêmio · 
Regata · 
Ritmo · 
Sedici ·
Seicento · 
Spazio · 
Stilo ·
Talento · 
Tempra · 
Tipo · 
Turbina · 
Uno · 
Vivace · 
X1/9
Historische modellen voor de Tweede Wereldoorlog: 
1 · 
1T · 
10 HP · 
12 HP · 
24 HP · 
2B Torpedo · 
4 HP · 
501 · 
502 · 
503 · 
505/507 · 
508 · 
509 · 
510/512 · 
514 · 
515 · 
518 · 
519 · 
520 · 
521 · 
522 · 
524 · 
525 · 
527 · 
60 HP · 
70 · 
801 · 
1100 · 
1500 · 
2800 · 
Brevetti · 
Laundolet · 
Modello O · 
Tipo 2 · 
Tipo Torpedo · 
Topolino · 
Zero